# مهرجان كان السينمائي 1947
مهرجان كان السينمائي لعام 1947 هو الدورة الثانية للمهرجان عُقد في 12 إلى 25 سبتمبر من عام 1947، حصلت 6 أفلام على الجائزة الكبرى منها فيلم «The Damned/الملعون» للمخرج الفرنسي رينيه كليمنت.